# Reinaldo Yiso
 Reinaldo Yiso (Buenos Aires, Argentina, 6 de abril de 1915-ídem, 16 de diciembre de 1978) fue un letrista de vasta producción dedicado al género del  tango.

## Vida personal y laboral
Nació en el barrio de Liniers, hijo del obrero ferroviario uruguayo Ernesto y de Concepción Ridaura, una española malagueña dedicada a los quehaceres de la casa y a cuidar sus seis hijos, tres mujeres y tres varones, de los cuales Reinaldo era el menor. Estudió en la escuela primaria de la zona y comenzó luego los estudios secundarios. Desde muy joven le gustaba escribir usando los elementos que extraía de su observación de la realidad, de la calle y de sus sueños juveniles. Disfrutaba de sus amigos de barrio y frecuentaba con ellos la plaza Coronel Martín Irigoyen, más conocida por la plaza de Founrouge. Jugó al fútbol en el club Oeste Argentino y en distintas divisiones del Club Atlético Vélez Sársfield, llegando a integrar el equipo de segunda división de esa entidad hasta que una fractura frustró su carrera deportiva.
Ingresó a trabajar en el Frigorífico Lisandro de la Torre como obrero de planta primero y como empleado administrativo después, llegando a ocupar un cargo jerárquico. Más adelante se desempeñó como director de Magenta Discos.
Yizo falleció en Buenos Aires el 16 de diciembre de 1978.

## Actividad artística
Fue un autor prolífico que tiene registradas a su nombre en SADAIC 433 obras. Sus letras fueron musicalizadas, entre otros, por Anselmo Aieta, Enrique Alessio, Abel Aznar, Ángel Cabral, Miguel y Roberto Caló, Roberto Chanel, Orestes Cúfaro, Edgardo Donato, Arturo Gallucci, Santos Lipesker, Pascual Mamone, Juan Manuel Mañueco, Alberto Morán, Alberto Podestá, Juan Pomati, Juan Puey, Francisco Rotundo, Roberto Rufino,  Erma Suárez, Ricardo Tanturi y por el cantante de boleros Carlos Argentino Torres, el cantante de La Sonora Matancera cuyo verdadero nombre era Vurm Israel Vitensztein.
En 1941 el director de orquesta Ricardo Tanturi le estrenó su primera obra, el tango Por eso canto yo y en 1943  Osvaldo Pugliese y su orquesta cantando Roberto Chanel  grabaron el 22 de marzo para el sello  discográfico Odeon El sueño del pibe, tango que alcanzó gran difusión y popularidad. Para esa época Yiso, además de escribir y trabajar, presentaba en los bailes a la orquesta de Osvaldo Pugliese y fue por entonces que una tarde cuando cruzaba la calle con Chanel y Morán, lo atropelló un automóvil y permaneció postrado durante más de un mes por las lesiones sufridas.

## Sus temas
Entre los temas que lo motivaron se encuentran homenajes a figuras del género como Gardel en París y Glorias del ayer; el deporte, en especial el fútbol, como El sueño del pibe, El tiburón de Quillá, El match de boxeo, El Gran Premio, El equipo de Liniers, El equipo de José, El equipo de Didi, Campeonato, Y siempre Peñarol, Y dale dale Rojo, Querido campeón, Por siempre Amadeo, Muchachos yo soy de Boca, Las chicas y el fútbol, La número cinco, Horacio Accavallo y Hasta el otro campeonato; historias emotivas vinculadas a la infancia como Cuatro líneas para el cielo y El bazar de los juguetes; historias de romances y pasiones, como Cuando fuimos novios, Por culpa de una mujer, Bailemos, Aunque digan lo que digan y Soñemos e incluso algunas obras con tinte político como La vuelta de Juan Domingo, humorístico como El hipo y Son cosas del Carnaval o histórico como El Santo de la espada.
Algunos de sus otros tangos muy difundidos fueron Un infierno,  Un regalo de reyes, Cómo le digo a la vieja, Una carta para Italia, Un tango para mi vieja, El tango es una historia, Estas cosas de la vida, La mascota del barrio, Un tormento , El clavelito y un Vals para mamá. También compuso diversos valses peruanos, entre otros, He visto llorar a Dios, Errante vagabundo y Desagradecida.
Algunas de las composiciones de Yiso fueron registradas a nombre de su mujer Sara Rainer, en algún caso con el seudónimo de Rianco: Ruiseñor de Puente Alsina, Pifia, No me esperes esta noche, tango popularizado por María Graña y Bien bohemio, con música de Tití Rossi y Juan Pomati, que grabó la orquesta de Francisco Rotundo con la voz de Julio Sosa. 

## Valoración
Adet considera lamentable que un poeta de su calidad se haya detenido en temas acerca de la rivalidad entre el tango y otros géneros como Bolero, Yo me quedo con el tango o Susanita, No te hagas el pituquito y Mambo, con letras en las que se despliega una mirada resentida e incluso funcional a quienes supuestamente se habían conjurado para demoler al tango.
Con un particular estilo de poeta de barrio, sus letras eran descriptivas, con versos sencillos y sin utilizar metáforas, resumen emociones y pasiones comunes a la sensibilidad del porteño si bien, a diferencia de Discépolo o Manzi, carece de una mirada poética coherente acerca de la vida y el destino. 

## Algunas de las obras
Algunas de las obras registradas a su nombre en SADAIC son las siguientes:
- A mí me gusta el tango en colaboración con Luciano Leocata
- Adiós marinero en colaboración con Félix Lipesker y Arturo Hércules Gallucci (1946)
- Adiós palomita adiós en colaboración con Gregorio Sánchez
- Aunque digan lo que digan en colaboración con Bernardino Manuel Ramos
- Bailemos en colaboración con Francisco Mamone (1955)
- Bolero en colaboración con Santos Lipesker (1947)
- Campeonato en colaboración con Ricardo Tanturi (1948)
- Che fulano en colaboración con Mario Nazareno Álvarez  y Félix Lipesker (1958)
- Por eso canto yo en colaboración con Juan Antonio Pouey (1943)
- Por culpa de una mujer en colaboración con Oscar José Améndola y Enrique Robles (1941)
- Cómo le digo a la vieja en colaboración con Miguel Caló (1954)
- Cómo se hace una milonga en colaboración con José Depérgola registrada en 1962
- Cuando fuimos novios en colaboración con Francisco Derkahez
- Cuatro líneas para el cielo en colaboración con Arturo Hércules Gallucci registrada en 1948
- Dama andaluza en colaboración con Nicolás Jorge Dragone registrada en 1970
- El bazar de los juguetes en colaboración con Alejandro Washington y Roberto Rufino registrada en 1954
- El beatle en colaboración con Angélica Méndez Pardo registrada en 1970
- El clavelito en colaboración con Roberto Rufino y Ángel Amato registrada en 1958
- El equipo de Didi en colaboración con Nicolás Jorge Dragone
- El equipo de José en colaboración con Vurm Israel Witensztein registrada en 1966
- El equipo de Liniers en colaboración con Dante Federico Gilardoni  y Edgardo Roberto Truffa
- El Gran Premio en colaboración con Héctor Luciano Stamponi
- El match de boxeo en colaboración con Angélica Méndez Pardo
- El Santo de la espada en colaboración con Luis Alberto Elías Bottini registrada en 1950
- El tiburón de Quillá en colaboración con Filinto Rebechi
- En el corsito del barrio en colaboración con Mariano Abel Aznar registrada en 1956
- El hipo en colaboración con Enrique Alberto Alessio registrada en 1953
- Errante vagabundo en colaboración con Ángel Amato registrada en 1963
- Estampa tanguera en colaboración con Anselmo Alfredo Aieta registrada en 1954
- Gardel en París registrada en 1939
- Glorias del ayer en colaboración con León Lipesker y José Lomio registrada en 1958
- Hasta el otro campeonato en colaboración con Vurm Israel Vitensztein registrada en 1966
- Horacio Accavallo en colaboración con José Felipe Berra registrada en 1966
- La cumbia de mi madre en colaboración con Nicolás Jorge Dragone registrada en 1974
- La cumbia del año nuevo en colaboración con Nicolás Jorge Dragone
- La número cinco en colaboración con Orestes Cúfaro registrada en 1951
- La vuelta de Juan Domingo en colaboración con Nicolás Jorge Dragone
- Las chicas y el fútbol en colaboración con Nicolás Jorge Dragone
- Mambo en colaboración con Alfredo Mazzochi registrada en 1953
- Muchachos yo soy de Boca en colaboración con José Felipe Berra registrada en 1966
- Pasaron diez años en colaboración con Francisco Derkahez
- Por eso canto yo en colaboración con Juan Antonio Pouey registrada en 1943
- Por siempre Amadeo en colaboración con Nicolás Jorge Dragone
- Provinciana linda en colaboración con Ricardo Tanturi registrada en 1957
- Querido campeón en colaboración con Vurm Israel Vitensztein  y Oscar Anderle registrada en 1967
- Seis de enero en colaboración con Arturo Hércules Gallucci registrada en 1950
- Son cosas del Carnaval en colaboración con José Nicolás Libertella  y Miguel Ángel Montero registrada en 1962
- Soñemos en colaboración con Francisco Caló y Roberto Rufino registrada en 1957
- Un regalo de Reyes en colaboración con Francisco Mamone registrada en 1952
- Un tango para mi vieja en colaboración con Enrique Carmelo Alessio registrada en 1950
- Un vals para mamá en colaboración con Enrique Carmelo Alessio registrada en 1958
- Y dale dale Rojo en colaboración con Vurm Israel Vitensztein
- Y siempre Peñarol en colaboración con Juan Esteban Martínez y Victorio Eliseo Marchese registrada en 1954
- Yo me quedo con el tango en colaboración con Carlos Ángel Lazzari registrada en 1957.[1]